# Leichtathletik-Europameisterschaften 1934/Medaillenspiegel
Dies ist der Medaillenspiegel der Leichtathletik-Europameisterschaften 1934, welche vom 7. bis zum 9. September im italienischen Turin ausgetragen wurden. Bei identischer Medaillenbilanz sind die Länder auf dem gleichen Rang geführt und alphabetisch geordnet.
| Medaillenspiegel | Medaillenspiegel   | Medaillenspiegel | Medaillenspiegel | Medaillenspiegel | Medaillenspiegel |
| Platz            | Land               | Gold             | Silber           | Bronze           | Gesamt           |
| ---------------- | ------------------ | ---------------- | ---------------- | ---------------- | ---------------- |
| 1                | Deutschland        | 7                | 2                | 2                | 11               |
| 2                | Finnland           | 5                | 4                | 4                | 13               |
| 3                | Niederlande        | 3                | –                | 2                | 5                |
| 4                | Ungarn             | 2                | 3                | 2                | 7                |
| 5                | Schweden           | 1                | 4                | 3                | 8                |
| 6                | Frankreich         | 1                | 3                | 1                | 5                |
| 7                | Königreich Italien | 1                | 2                | 2                | 5                |
| 8                | Estland            | 1                | –                | 1                | 2                |
| 9                | Lettland           | 1                | –                | –                | 1                |
| 10               | Norwegen           | –                | 2                | 1                | 3                |
| 11               | Polen              | –                | 1                | 1                | 2                |
| 12               | Schweiz            | –                | 1                | –                | 1                |
| 13               | Dänemark           | –                | –                | 1                | 1                |
| 13               | Griechenland       | –                | –                | 1                | 1                |
| 13               | Tschechoslowakei   | –                | –                | 1                | 1                |
| Gesamt           | Gesamt             | 22               | 22               | 22               | 66               |